# Nikolaevo, Veliko Tărnovo
Nikolaevo (în bulgară Николаево) este un sat în comuna Strajița, regiunea Veliko Tărnovo,  Bulgaria. 

## Demografie
Componența etnică a satului Nikolaevo
     Bulgari (90,59%)
     Romi (9,4%)
     Nicio identificare (0%)
     Altele (0%)
La recensământul din 2011, populația satului Nikolaevo era de 117 locuitori. Din punct de vedere etnic, majoritatea locuitorilor (90,59%) erau bulgari, cu o minoritate de romi (9,4%). Pentru 0% din locuitori nu este cunoscută apartenența etnică.